# Джош Раднър
Джошуа Майкъл „Джош“ Раднър (на английски: Joshua Michael „Josh“ Radnor) (роден на 29 юли 1974 г.) е американски актьор, продуцент, режисьор и сценарист, известен най-вече с ролята си на Тед Мозби в ситкома „Как се запознах с майка ви“ на CBS.

## Филмография

### Кино
| Година | Заглавие на български        | Оригинално заглавие     | Роля        | Бележки                   |
| ------ | ---------------------------- | ----------------------- | ----------- | ------------------------- |
| 2001   | Един не-тъп американски филм | Not Another Teen Movie  |             |                           |
| 2010   |                              | happythankyoumoreplease | Сам Уекслър | също сценарист и режисьор |
| 2012   |                              | Liberal Arts            | Джеси Фишър | също сценарист и режисьор |

### Телевизия
| Година      | Заглавие на български      | Оригинално заглавие   | Роля             | Бележки                       |
| ----------- | -------------------------- | --------------------- | ---------------- | ----------------------------- |
| 2000        |                            | Welcome to New York   | Дъг              | сериал, 1 епизод              |
| 2002        | Закон и ред                | Law & Order           | Робърт Китсън    | сериал, 1 епизод              |
| 2002        |                            | The Court             | Дилън Хърш       | сериал, 3 епизода             |
| 2003        | Спешно отделение           | ER                    | Кийт             | сериал, 1 епизод              |
| 2003        | Два метра под земята       | Six Feet Under        | Уил              | сериал, 1 епизод              |
| 2003        |                            | Miss Match            | Андрю            | сериал, 1 епизод              |
| 2004        |                            | Everyday Life         |                  | телевизионен филм             |
| 2005        | Съдия Ейми                 | Judging Amy           | Джъстин Бар      | сериал, 1 епизод              |
| 2007 – 2009 | Семейният тип              | Family Guy            | Тед Мозби (глас) | анимационен сериал, 2 епизода |
| 2005 – 2014 | Как се запознах с майка ви | How I Met Your Mother | Тед Мозби        | сериал, 208 епизода           |